# چو بیونگ-کوک
چو بیونگ-کوک (انگلیسی: Cho Byung-kuk؛ زادهٔ ۱ ژوئیهٔ ۱۹۸۱) بازیکن سابق و مربی فوتبال اهل کره جنوبی است.
از باشگاه‌هایی که در آن بازی کرده است می‌توان به باشگاه فوتبال سوون سامسونگ، باشگاه فوتبال وگالتا سندای، باشگاه فوتبال شانگهای گرینلند شنهوآ، باشگاه فوتبال سئونگنام، باشگاه فوتبال اینچئون یونایتد، باشگاه فوتبال چونبوری، و باشگاه فوتبال جوبیلو ایواتا اشاره کرد.
وی همچنین در تیم‌های ملی فوتبال زیر ۲۳ سال کره جنوبی و کره جنوبی بازی کرده است.
وی در مسابقات کشوری و بین‌المللی در مجموع برندهٔ ۱ مدال برنز شده است.